# Lime Brook
Lime Brook – strumień (brook) w kanadyjskiej prowincji Nowa Szkocja, w hrabstwie Pictou, płynący w kierunku południowo-zachodnim i uchodzący do East River of Pictou; nazwa urzędowo zatwierdzona 7 lutego 1966. Dopływem Lime Brook jest Holmes Brook.